# 유정 (1983년 드라마)
《유정》은 1983년 12월 17일에 방영된 TV문학관이다.

## 출연
- 윤일봉
- 선우은숙
- 박혜숙
- 박준금
- 이종만
- 정한용
- 강효실
- 이주실
- 최주봉
- 박인환
- 정재순
- 최란
- 이원발
- 권재희
- 전유진
- 임인숙